# Тургайка
Тургайка (устар. Курья) — река в Томской области России, левый приток Чулыма. Устье реки находится в 236 км от устья Чулыма по левому берегу. Протяжённость реки 12 км.
В 5 км от устья по левому берегу находятся развалины бывшего посёлка Тургай.

## Данные водного реестра
По данным государственного водного реестра России относится к Верхнеобскому бассейновому округу, водохозяйственный участок реки — Чулым от водомерного поста села Зырянское до устья, речной подбассейн реки — Чулым. Речной бассейн реки — (Верхняя) Обь до впадения Иртыша.
Код водного объекта — 13010400312115200021377.